# 雄郡神社

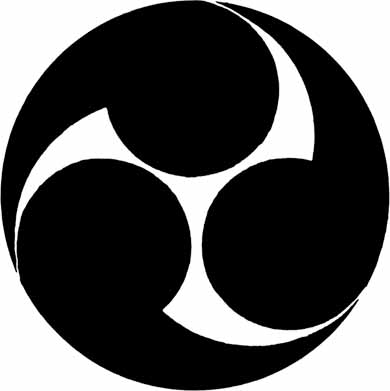
神紋（左三つ巴）

雄郡神社（ゆうぐんじんじゃ）は、愛媛県松山市小栗にある神社。国史見在社、旧県社で松山八社八幡の1社（正八幡として4番社）。神紋は左三つ巴。

## 祭神
- 天宇受売命（あめのうずめのみこと）
- 八幡三神
  - 品陀和気尊（ほんだわけのみこと、応神天皇）
  - 帯中日子尊（たらしなかつひこのみこと、仲哀天皇）
  - 息長帯姫尊（おきながたらしひめのみこと、神功皇后）

合祀神
- 三女神（宗像三女神）

## 由緒
社伝によれば、戦国時代に兵火に罹った折に記録を失ったため、主祭神の天宇受売命の創祀の時期は不明であるが、後に用明天皇元年（586年）、筑紫の宇佐八幡から八幡三神を勧請したという。
元慶2年（878年）に従五位下の神階を受け、延久5年（1073年）に源頼義により松山八社八幡の4番社に定められる。慶長5年（1600年）、毛利氏による三津刈屋口の戦いにて焼失したため、同19年に松山藩初代藩主加藤嘉明が社殿を復興した。元禄6年（1693年）、松山藩松平家4代藩主定直により再建。

## 境内社

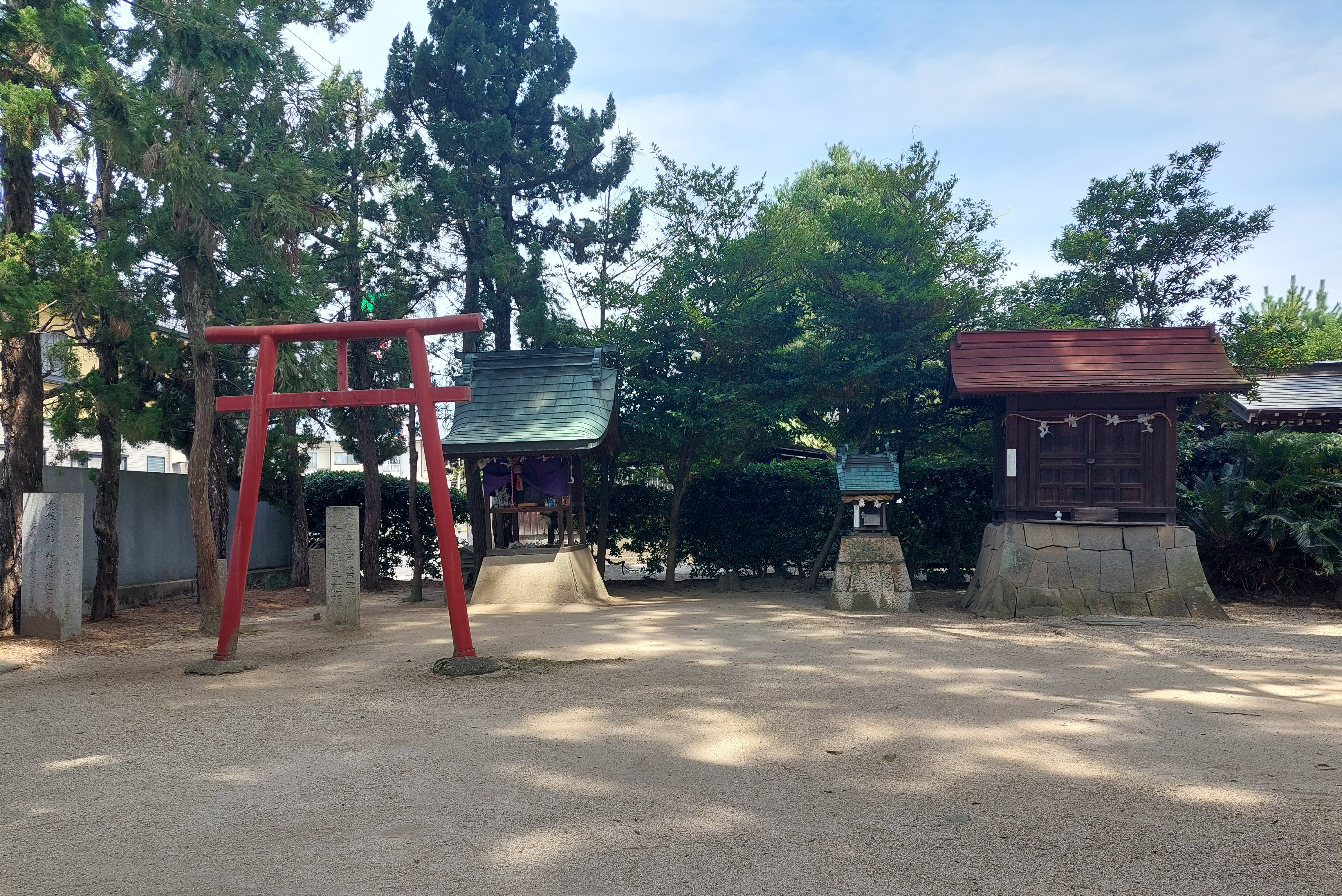
境内社

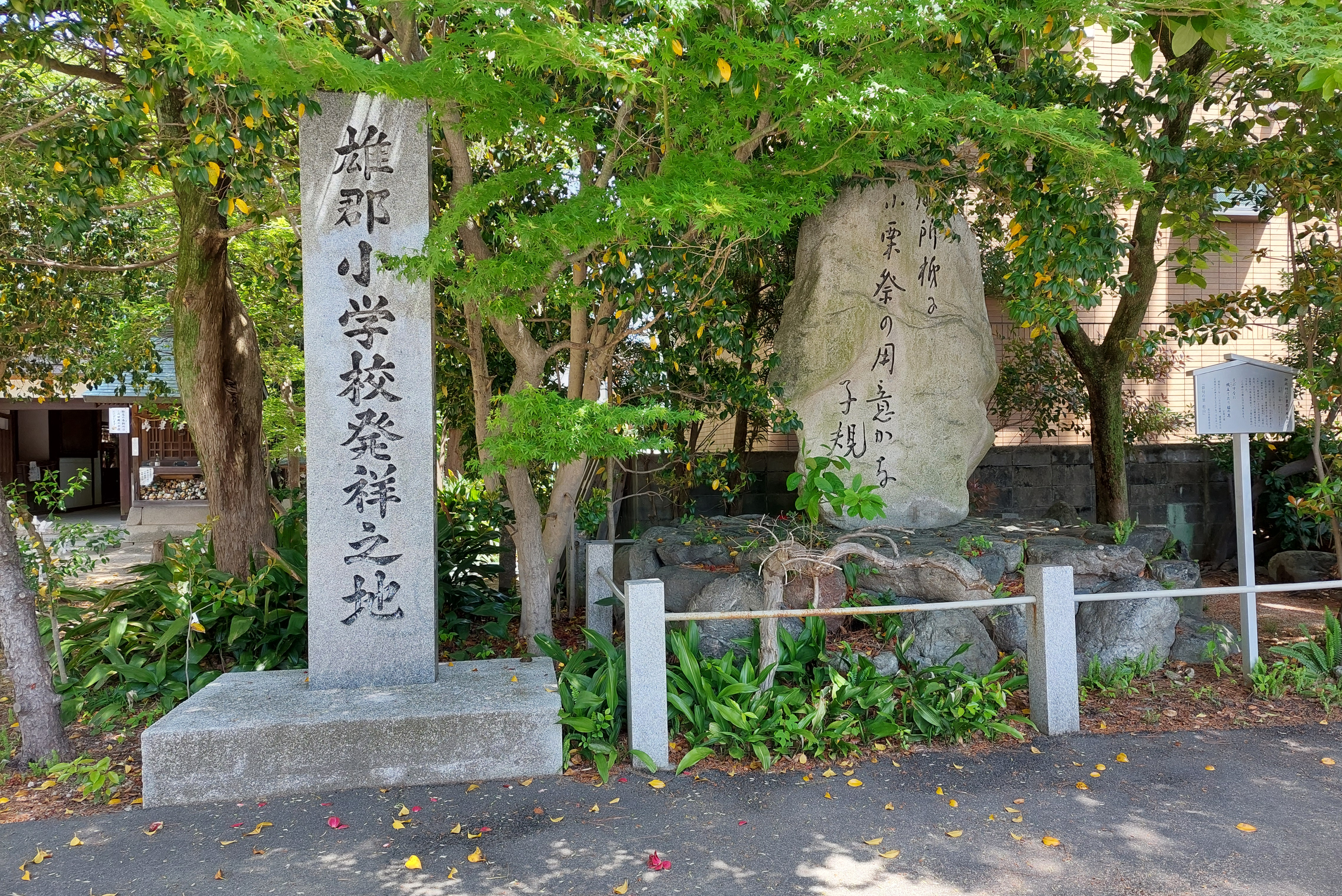
雄郡小学校発祥之地碑と正岡子規の句碑

- 金砂神社（かねひさじんじゃ、拝殿南側）

祭神は金山彦命、天神、和霊。祠の下に福助人形がたくさん祀られている。
- 愛宕神社（拝殿南側、金砂神社南隣）

祭神は火産霊神（ほむすひのかみ）。
- 藤廼社（ふじのしゃ、拝殿北側）

祭神は木乃花咲耶姫命（このはなさくやひめのみこと）。
- 弁天社（藤廼社東側）

祭神は弁財天。
- 忠霊塔（境内北側）
- 三光社（楼門外北側）

祭神は大己貴命（おおあなむちのみこと）、少彦名命（すくなびこなのみこと）、事代主命（ことしろぬしのみこと）
- 祇園社（三光社東隣）

祭神は須佐之男命（すさのおのみこと）。
- 稲荷神社（祇園神社東隣）

祭神は宇迦之御魂神（うかのみたまのかみ）。

## 年中行事
| 日付       | 祭祀   |
| ---------- | ------ |
| 3月第1日曜 | 福運祭 |
| 6月30日    | 夏越祭 |
| 10月6日    | 例大祭 |
| 10月7日    | 神幸祭 |

## その他
- 10月7日の神幸祭では、喧嘩神輿（鉢合わせ）が行われる。

## アクセス
- 伊予鉄バス雄郡神社東バス停下車徒歩3分。

## 周辺施設
- テレビ愛媛
- 愛媛朝日テレビ
- 松山市立雄新中学校
- 松山市立雄郡小学校
- 松山市立双葉小学校